# Simon Vroemen

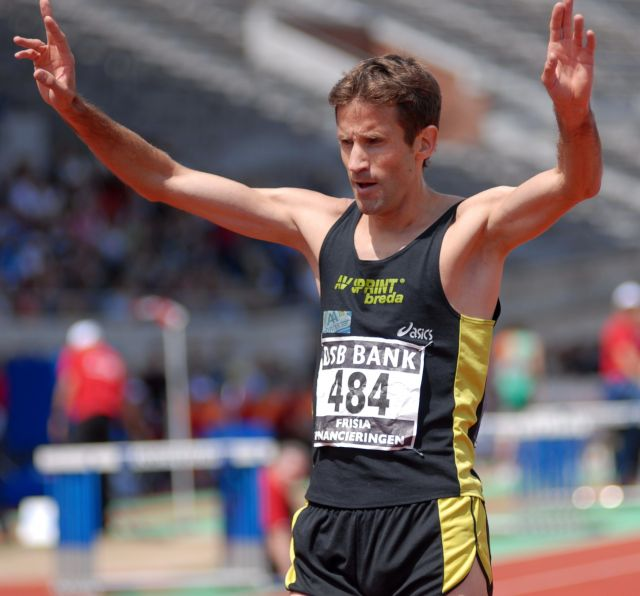
Vroemen 2007

Simon Vroemen (* 11. Mai 1969 in Delft) ist ein ehemaliger niederländischer Hindernisläufer.

## Karriere
Vroemen hält den aktuellen Europarekord mit 8:04,95 min im 3000-Meter-Hindernislauf, gelaufen in Brüssel am 26. August 2005.
Bei den Olympischen Spielen 2000 in Sydney belegte er den zwölften Platz, und bei den Europameisterschaften 2002 in München gewann er die Silbermedaille.
Bei den Weltmeisterschaften 2003 in Paris/Saint-Denis wurde er Siebter, bei den Olympischen Spielen 2004 in Athen Sechster und bei den Weltmeisterschaften 2005 in Helsinki Fünfter.
Bei den Europameisterschaften in Göteborg 2006 gab er sich selbst eine Infusion, was gegen die Anti-Doping-Bestimmungen verstößt. Anfang Juli 2008, nachdem er die Qualifikationsnorm für die Olympischen Spiele in Peking erfüllt hatte, wurde bekannt, dass Vroemen, der bei Stefan Matschiner unter Vertrag stand, positiv auf das anabole Steroidhormon Metandienon getestet und suspendiert wurde. Vroemen wurde aber 2010 freigesprochen.
Simon Vroumen ist 1,89 m groß und wiegt 69 kg. Er ist Mikrobiologe und arbeitet als Ingenieur bei dem Mineralölunternehmen Royal Dutch Shell. Sein Wohnsitz war Hamburg und jetzt Den Haag.